# Lac Théodat
Lac Théodat är en sjö i Kanada.   Den ligger i regionen Nord-du-Québec och provinsen Québec, i den östra delen av landet, 600 km norr om huvudstaden Ottawa. Lac Théodat ligger 278 meter över havet. Arean är 99 kvadratkilometer. Den sträcker sig 15,6 kilometer i nord-sydlig riktning, och 18,3 kilometer i öst-västlig riktning.
Trakten runt Lac Théodat är nära nog obefolkad, med mindre än två invånare per kvadratkilometer.